# 연감

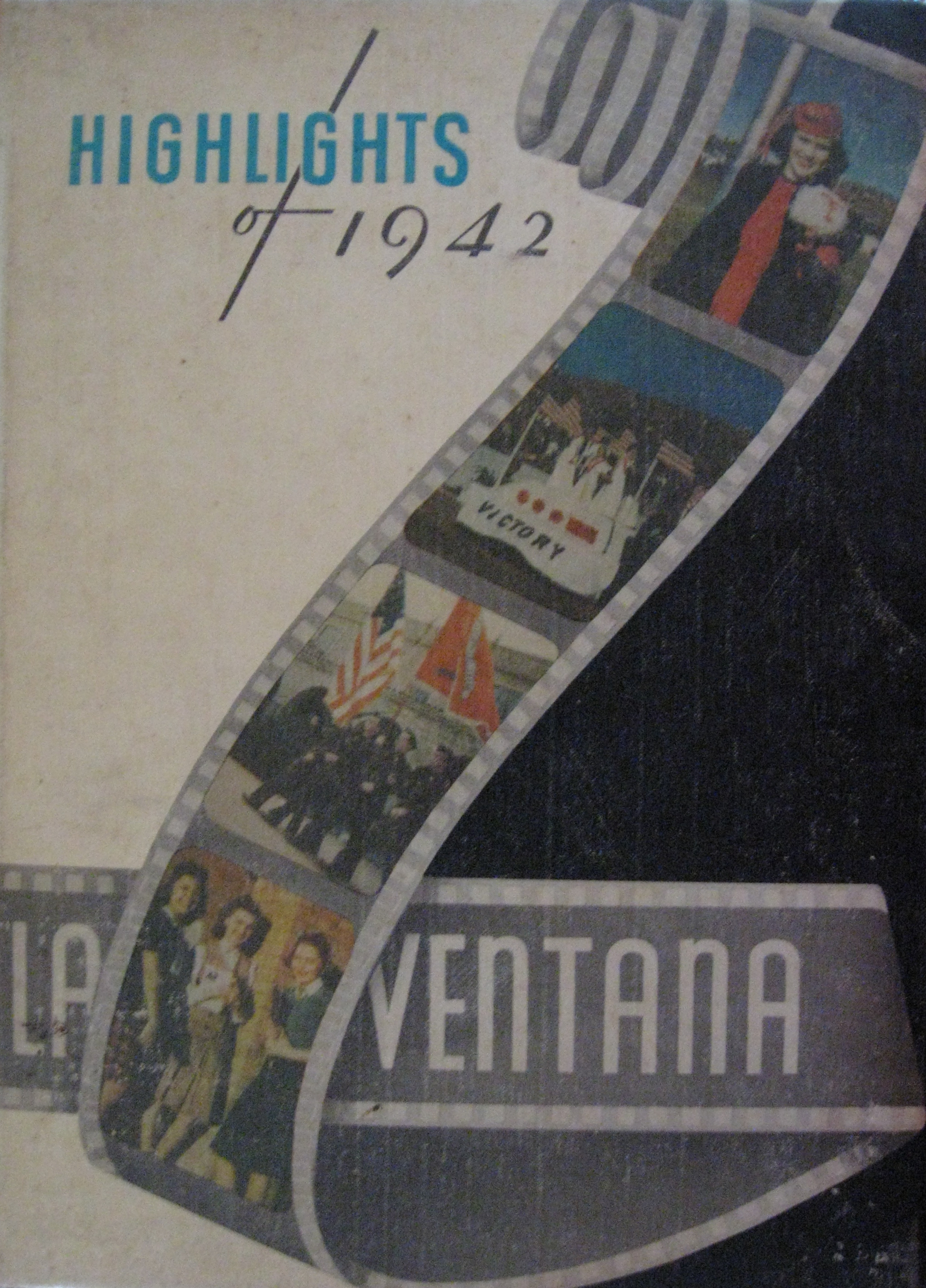
1942년 연감 La Ventana의 사본 - 텍사스 기술대학교)

연감(年鑑, 문화어: 년감) 또는 연보(年報)는 학교나 국가, 신문사, 교회 등에서 한 해에 한 번 출판하는 정기간행물을 말하며 보통 한 해 동안 있었던 특별한 사건이나 통계들을 싣는다. 영어로는 "yearbook"이라고 하며 한 해의 책이라는 뜻으로 쓰인다.
이를테면 학교의 경우, 졸업앨범을 겸하여 거의 모든 미국, 오스트레일리아, 캐나다의 고등학교, 대부분의 대학교, 그리고 수많은 초등학교와 중학교가 연감을 낸다. 이 밖에도 조선중앙통신사의 조선중앙년감이나 일본의 요미우리연감도 잘 알려진 연감의 예로 볼 수 있다.
다만, 동음이의어로 신약성경에서 '성도를 위한 연보'(고린도 전서 16:1)나 '예루살렘 교회를 위한 고린도 교회의 연보'(고린도 후서 9:5)와 같은‘내어놓아 남을 돕는다’라는 의미의 연보(捐補)가 있으며 이는 1980년대까지 기독교 교회에서 흔히 사용되다 이후 대부분 헌금으로 대체되어 구약에서만 존재할 뿐 신약에서 폐기되었던 봉헌의 절차로 사용한다. 연보는‘로기아’(collection·모금) ‘하플로테스’(genero sity·관대) ‘유로기아’(blessing·축복)와 같은 의미로 성도를 돕는 일과 교회 간의 물질적 도움을 주는 ‘코이노니아’(친교·협력)적인 의미를 강조한다.

## 전자 연감
전자 연감 또는 디지털 연감은 전자 형태로 존재하는 연감으로, 특정 단체를 위한 한 해 동안의 추억을 담은 책이다. 전자 연감은 문자, 그림, 소리, 영상을 담고 있다. 종이로 된 전통적인 연감이 수십 페이지가 넘어가는 것이 고작이지만 전자 연감은 수백에서 수천 페이지까지 담을 수 있다. 전자 연감의 최종 제품은 CD-ROM이나 DVD로 되어있다.
디지털 연감은 미국에서 매우 일반화되어 있다. 장기간의 여름 캠프 (한 달 이상)가 끝나면 전자 연감을 주는 사례가 많다.

## 추가 문헌
- Akers, M. (ed.), Scholastic Yearbook Fundamentals. 1993. New York: Columbia Scholastic Press Association
- Blakely, D. and Evans, C., A Complete Guide to Yearbook Journalism. 1991. Sylvania, Ohio: Advise Publications
- Cutsinger, J. and Herron, M., History Worth Repeating: A Chronology of School Yearbooks. 1996. Minneapolis, MN: Jostens, Inc.
- Hall, H.L., Yearbook Guidebook. 1994. Minneapolis, MN: National Scholastic Press Association

## 같이 보기
- 교황청 연감